# Apache Junction
Apache Junction is een plaats (city) in de Amerikaanse staat Arizona, en valt bestuurlijk gezien onder Maricopa County en Pinal County.

## Demografie
Bij de volkstelling in 2000 werd het aantal inwoners vastgesteld op 31.814.
In 2006 is het aantal inwoners door het United States Census Bureau geschat op 31.046, een daling van 768 (-2,4%).

## Geografie
Volgens het United States Census Bureau beslaat de plaats een oppervlakte van
88,7 km², geheel bestaande uit land. Apache Junction ligt op ongeveer 524 m boven zeeniveau.

## Plaatsen in de nabije omgeving
De onderstaande figuur toont nabijgelegen plaatsen in een straal van 32 km rond Apache Junction.